# Gare de Wisches
La gare de Wisches est une gare ferroviaire française de la ligne de Strasbourg-Ville à Saint-Dié, située sur le territoire de la commune de Wisches, dans la collectivité européenne d'Alsace, en région Grand Est.
Elle est mise en service en 1877 par la Direction générale impériale des chemins de fer d'Alsace-Lorraine (EL).
C'est une halte voyageurs de la Société nationale des chemins de fer français (SNCF), du réseau TER Grand Est, desservie par des trains express régionaux. Son ancien bâtiment voyageurs est devenu un centre culturel en 2014.

## Situation ferroviaire
Établie à 271 mètres d'altitude, la gare de Wisches est située au point kilométrique (PK) 37,225 de la ligne de Strasbourg-Ville à Saint-Dié, entre les gares de Muhlbach-sur-Bruche - Lutzelhouse et de Russ - Hersbach.

## Histoire
La station de Wisches est mise en service le 15 octobre 1877 par la Direction générale impériale des chemins de fer d'Alsace-Lorraine, lorsqu'elle ouvre à l'exploitation la section de Mutzig à Rothau. Elle dispose d'un bâtiment principal construit sur la base du modèle type utilisé pour les gares intermédiaires de cette section. Il se compose d'un corps principal de base en forme de « T » renversé avec une « petite avancée en faut avant corps », un étage en encorbellement recouvert d'un bardage de bois et de tuile, et un comble sous la toiture. Il est encadré en rez-de-chaussée, d'un côté par une aile basse à deux ouvertures et de l'autre par une halle à marchandises en bois avec une toiture en débord de chaque côté. Les murs du rez-de-chaussée sont réalisés en moellons de grès rouge en contraste avec les pierres de taille blanche utilisées pour les angles, le soubassement et les ouvertures.
Le 19 juin 1919, la gare entre dans le réseau de l'Administration des chemins de fer d'Alsace et de Lorraine (AL), à la suite de la victoire française lors de la Première Guerre mondiale. Puis, le 1er janvier 1938, cette administration d'État forme avec les autres grandes compagnies la SNCF, qui devient concessionnaire des installations ferroviaires de Wisches. Cependant, après l'annexion allemande de l'Alsace-Lorraine, c'est la Deutsche Reichsbahn qui gère la gare pendant la Seconde Guerre mondiale, du 1er juillet 1940 jusqu'à la Libération (en 1944 – 1945).
Après 1950, une extension, en rez-de-chaussée côté voies, est ajoutée au bâtiment voyageurs.
Dans les années 1960, la gare est à son apogée avec un trafic voyageurs et marchandises. Le chef de gare habite dans l'appartement du premier étage et a sous ses ordres trois ou quatre cheminots, ce qui lui permet de gérer les wagons qui arrivent avec les matériaux nécessaires pour les industriels et repartent avec leur production. Les trains de voyageurs comprenaient notamment le train vapeur des ouvriers suivi plus tardivement par la micheline des élèves allant au lycée de Molsheim.
Dans les années 1980, la gare devient une simple halte voyageurs et le bâtiment principal n'est plus utilisé.
En 2014, c'est une gare voyageurs d'intérêt régional (catégorie B : la fréquentation est supérieure ou égale à 100 000 voyageurs par an de 2010 à 2011), qui dispose de deux quais, un abri et une traversée de voie à niveau par le public (TVP). La même année, la SNCF estime la fréquentation de la gare à 118 520 voyageurs.

## Fréquentation
De 2015 à 2024, selon les estimations de la SNCF, la fréquentation annuelle de la gare s'élève aux nombres indiqués dans le tableau ci-dessous.
| Année     | 2015    | 2016    | 2017    | 2018   | 2019   | 2020   | 2021   | 2022   | 2023   | 2024   |
| --------- | ------- | ------- | ------- | ------ | ------ | ------ | ------ | ------ | ------ | ------ |
| Voyageurs | 112 884 | 103 452 | 100 373 | 91 479 | 88 851 | 79 288 | 85 596 | 98 781 | 89 057 | 90 441 |

## Service des voyageurs

### Accueil
Halte SNCF, c'est un point d'arrêt non géré (PANG) à accès libre.
Elle dispose d'une traversée de voie à niveau par le public (TVP).

### Desserte
Wisches est une halte voyageurs du réseau TER Grand Est, desservie par des trains express régionaux de la relation : Strasbourg-Ville - Saales - Saint-Dié-des-Vosges (ligne 08).

### Intermodalité
Un parc pour les vélos et un parking pour les véhicules y sont aménagés.
La gare est desservie par des autocars à tarification TER sur la relation : Saint-Dié (ou Rothau) - Molsheim.

## Patrimoine ferroviaire
L'ancien bâtiment voyageurs d'origine, inutilisé par la SNCF, est racheté par la commune en 2008 pour en faire une médiathèque. En 2011, le conseil municipal vote la réhabilitation de la gare avec un nouveau projet plus important de centre culturel. Ce dernier évolue encore en incluant la réhabilitation du logement de l'étage et la mise au norme Bâtiment de basse consommation (BBC) de l'ensemble. Le coût total, approuvé par le conseil municipal en 2012, est de 880 000 euros. Les travaux débutent en février 2012 et comprennent la démolition de l'ancienne halle à marchandises.
Le bâtiment totalement remanié dans son aspect extérieur avec un mur-rideau en verre côté rue et une avancée côté quai, comprend également le « Quai de la Paix et de la Réconciliation », réalisé sur les anciens quais de chargement. Il est inauguré le 13 septembre 2014.